# Маргарет Хау Ловатт
Маргарет Хоу Ловатт (родилась в 1942 году как Маргарет К. Хоу) — бывший американский натуралист-волонтер из Сент-Томаса, Американские Виргинские острова. В 1960-х годах она приняла участие в финансируемом НАСА исследовательском проекте, в рамках которого пыталась научить дельфина по имени Питер понимать и подражать человеческой речи. В детстве ее вдохновила книга под названием «Мисс Келли» — история о кошке, которая могла общаться с людьми. Это вдохновило её на исследование возможности обучения животных человеческому языку.